# Fossa coronoidea humeri

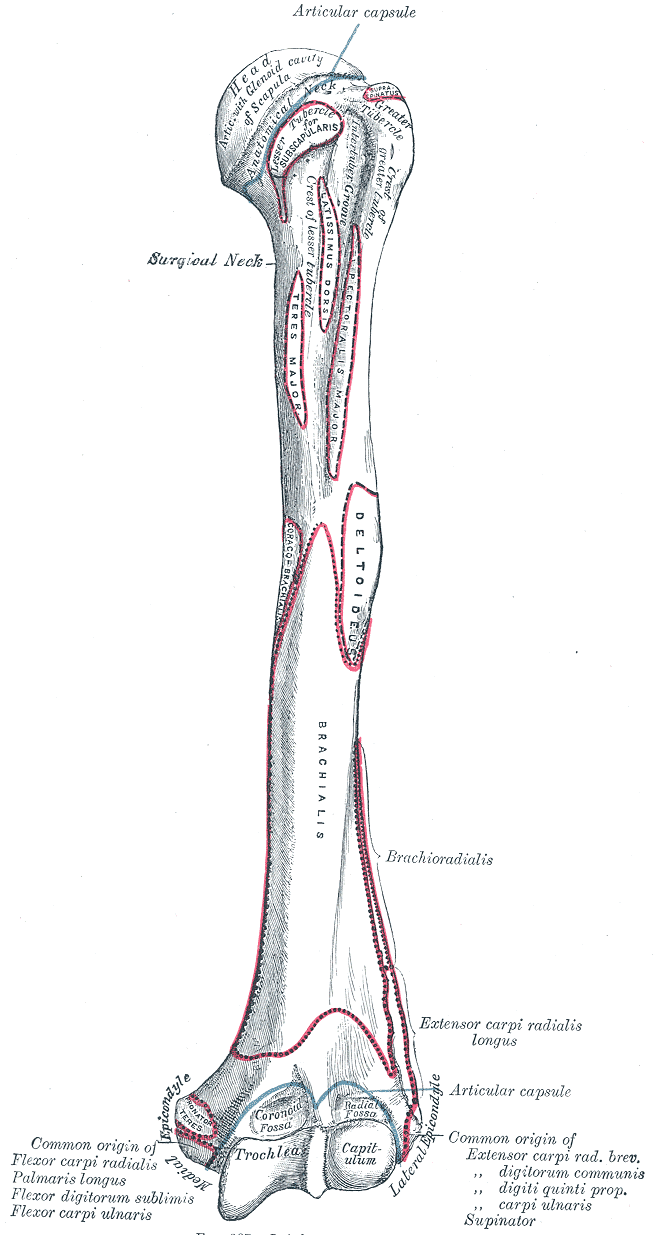
A felkarcsont (a fossa coronoidea humeri a csont alsó részén látható a trochlea felett)

A fossa coronoidea humeri a felkarcsonton (humerus) található a trochlea humeri felett. Ez fogadja be a processus coronoideus ulnae-t az alkar hajlításakor.